# Kunkowa
Kunkowa (dodatkowa nazwa w j. łemkow. Kyнкoвa, trb. Kunkowa) – wieś w Polsce położona w województwie małopolskim, w powiecie gorlickim, w gminie Uście Gorlickie.

## Historia
Pierwsza pisana wzmianka o wsi pochodzi z 1599 roku w związku z zakupem kresu klimkowskiego przez Jana Potockiego, (choć na kamieniu jubileuszowym wypisana jest data powstania miejscowości 1391–1991). Pierwsza wiadomość o tutejszej cerkwi pojawiła się w roku 1677. W 1921 roku wieś liczyła 233 mieszkańców. Miejscowa ludność zajmowała się – oprócz pracy na roli – produkcją zabawek z drewna (kołatki, fujarki, ptaszki, wózki). Po wysiedleniach Łemków w ramach akcji „Wisła” na Ziemie Odzyskane w 1947 roku w ich miejsce przybyli osadnicy polscy. Po roku 1956 większość dawnych mieszkańców wróciła tu a liczba polskich mieszkańców zmalała (do 42 w 1960).
W latach 1975–1998 miejscowość administracyjnie należała do województwa nowosądeckiego. 
1 stycznia 2018 roku oficjalnie od Kunkowej oddzielono wieś Leszczyny. W ustalaniu granic kierowano się archiwalnymi mapami ewidencyjnymi.

## Zabytki
Obiekt wpisany do rejestru zabytków nieruchomych województwa małopolskiego.
- Cerkiew pw. św. Łukasza Apostoła.

## Wspólnoty wyznaniowe
- Polski Autokefaliczny Kościół Prawosławny:
  - Cerkiew prawosławna pw. św. Łukasza – świątynia parafialna[5],
- Świadkowie Jehowy:
  - zbór[6].

## Galeria zdjęć

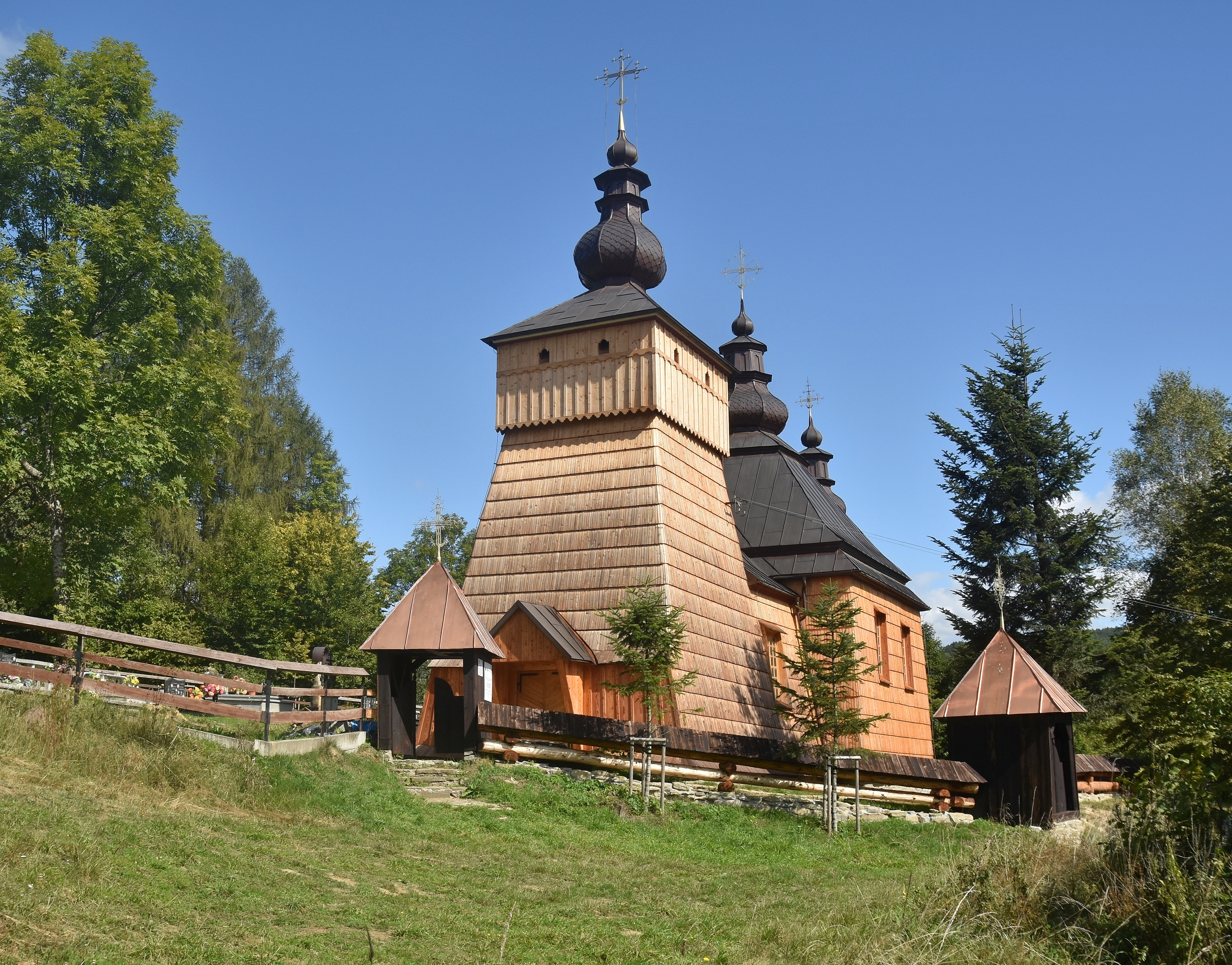
Cerkiew w Kunkowej
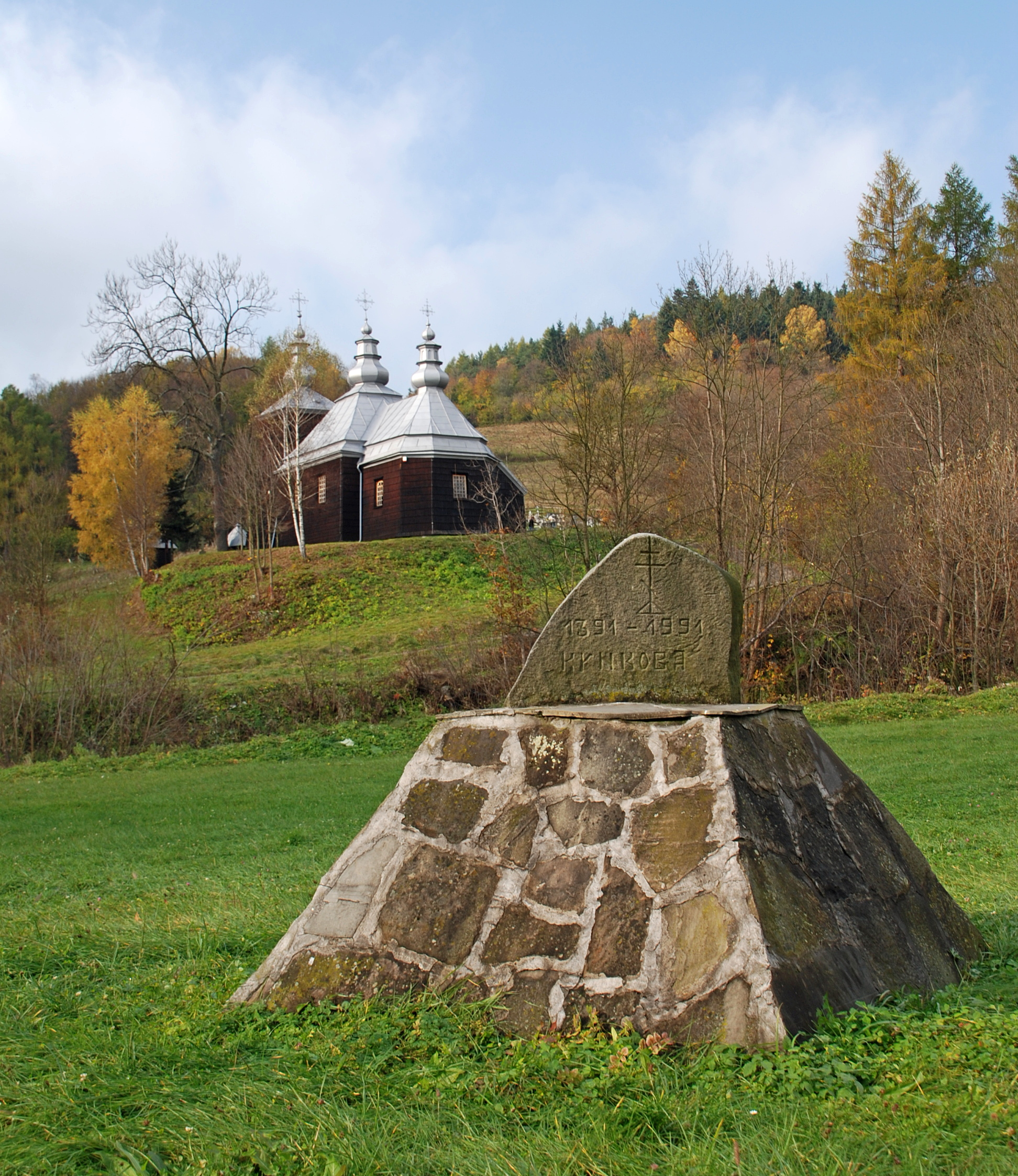
Kamienny obelisk z tablicą 600-lecia Kunkowej